# Dierma
Dierma är en ort i Burkina Faso.   Den ligger i regionen Centre-Est, i den centrala delen av landet, 110 km sydost om huvudstaden Ouagadougou. Dierma ligger 233 meter över havet och antalet invånare är 2 446.
Terrängen runt Dierma är platt. Närmaste större samhälle är Ouarégou, 12,4 km norr om Dierma.
Trakten runt Dierma består i huvudsak av gräsmarker. Runt Dierma är det ganska tätbefolkat, med 72 invånare per kvadratkilometer.